# لسونیتسه (منطقه تربیچ)
لسونیتسه (به چکی: Lesonice) یک منطقهٔ مسکونی در جمهوری چک است که در منطقه تربیچ واقع شده‌است.
 لسونیتسه ۸٫۹۳ کیلومتر مربع مساحت و ۴۸۶ نفر جمعیت دارد و ۵۲۰ متر بالاتر از سطح دریا واقع شده‌است.